# Halscheid
Halscheid ist ein Ortsteil der Gemeinde Windeck im Rhein-Sieg-Kreis.

## Lage
Halscheid liegt auf den Hängen des Bergischen Landes an der Grenze zum Landkreis Altenkirchen. Nachbarorte sind Forst im Osten, Opperzau im Süden und Bellingen im Norden. Halscheid ist über die Landesstraße 333 erreichbar.

## Geschichte
Halscheid wurde 1580 erstmals urkundlich erwähnt als Scheid.
Das Dorf gehörte zum Kirchspiel Rosbach und zeitweise zur Bürgermeisterei Dattenfeld.
1830 hatte Hallscheid 85 Einwohner.
1845 hatte der Weiler 99 Einwohner in 19 Häusern, acht katholische und 91 evangelische. 1863 waren es 138 Personen. 1888 gab es 164 Bewohner in 34 Häusern.
1962 wohnten hier 250 und 1976 261 Personen.

## Dorfleben
Im Ort gibt es ein buddhistisches Kulturzentrum.
Im Ortskern steht noch das alte Schulgebäude aus dem Jahr 1870. Hier wurden bis zum Jahr 1966 teilweise 80 Schüler der Grundschule von nur einem Lehrer unterrichtet. Diese Dorfschule hatte nur ein großes Klassenzimmer, es wurde im Zweiten Weltkrieg als „Lazarett“ genutzt.
Verwundete Soldaten konnten in dem 6 × 10 Meter großen Klassenraum notdürftig behandelt werden. Nicht nur die nahegelegene Nutscheid-Kaserne, die ein sehr beliebtes Angriffsziel der Alliierten war, sorgte damals für ein hohes Verwundetenaufkommen.

## Sehenswertes
Bei Halscheid gibt es einen historischen Brunnen.